# 100 mexicanos dijeron
100 mexicanos dijeron fue la primera versión mexicana del programa de concursos estadounidense de los años 1970 Family Feud creado por Mark Goodson y Bill Todman. El programa tuvo gran éxito, que fue difundido en los Estados Unidos para la audiencia de habla hispana por la cadena Telefutura, y sigue siendo un bastión en las audiencias de televisión gracias a la nueva versión de este popular programa de concursos.

## Formato del juego
Dos familias, dos familias adoptadas y dos familias adoptados formadas de cinco concursantes cada una, compiten para nombrar las respuestas más populares a preguntas de encuestas reales que la gente de diferentes partes de México respondía, con el fin de ganar dinero. El programa comenzaba con la presentación de las familias, familias adoptadas y familias adoptados sentadas una frente a la otra como si posaran para retratos familiares, familiares adoptadas y familiares adoptados luego de lo cual el conductor las entrevista.
Cada ronda comienza con una pregunta "cara a cara" que sirve como un lanzamiento entre dos concursantes opuestos. El conductor hace una pregunta de la encuesta que se planteó previamente a un grupo de 100 mexicanos. Un cierto número de respuestas están ocultas en el tablero, clasificadas por popularidad de las respuestas de la encuesta. Solo las respuestas de al menos dos personas pueden aparecer en el tablero. Para ganar el derecho a responder, ambos concursantes golpearán la botonera y quien haya apretado primero el botón, responderá la pregunta otorgada por el conductor; si es la número 1 o la más popular de la encuesta, su familia, familia adoptada y familia adoptado inmediatamente gana derecho a seguir respondiendo. De lo contrario, si la respuesta es una de las más bajas de la encuesta, el oponente responde, el miembro de la familia, el miembro de la familia adoptada y el miembro de la familia adoptado que proporciona una respuesta de mayor rango toma el control. Si ninguna de las respuestas de los concursantes está en el tablero, los otros 8 concursantes tienen la oportunidad de responder, 1 a la vez desde lados alternos, hasta que se revele una respuesta. 
La familia, familia adoptada y familia adoptado con el control de la pregunta intenta ganar la ronda adivinando todas las respuestas ocultas restantes, y cada miembro, miembro adoptada y miembro adoptado da una respuesta en secuencia. Si da una respuesta que no está en el tablero, tarda mucho en responder y el tiempo de espera se acaba o decide no dar una respuesta y omitir su turno, obtiene un "strike". Si la familia obtiene 3 strikes, sus oponentes tienen una oportunidad de "robar" los puntos para la ronda adivinando cualquier respuesta oculta restante; de lo contrario, si la respuesta acertada no aparece en el tablero, los puntos se devuelven a la familia, familia adoptada y familia adoptado que originalmente tenía el control. Si los oponentes tienen la oportunidad de "robar" los puntos, entonces sólo el capitán de su equipo debe responder la pregunta. Sin embargo, el capitán del equipo tiene la decisión final de decir qué respuesta se da. Cualquier respuesta oculta restante en el tablero que no se haya adivinado se revela al final de la ronda.
Mientras una familia, familia adoptada y familia adoptado tiene el control de la ronda, los miembros, miembros adoptadas y miembros adoptados no pueden discutir posibles respuestas entre ellos; cada persona debe responder individualmente. Sin embargo, la familia, familia adoptada y familia adoptado opuesta puede reunirse en preparación para un intento de robo, y su capitán debe responder por ellos cuando se hace tal intento. Esto ocurre cuando la familia que lleva el control anota 2 "strikes" y el conductor les pide que vayan preparándose para poder robar.
La familia, familia adoptada y familia adoptado ganadora en cada ronda obtiene el total de puntos para todas las respuestas reveladas a esa pregunta, incluidas las que se dieron durante el enfrentamiento, y a medida que avanza el juego, se juegan otras 4 rondas por valor de punto doble o triple. La primera familia, familia adoptada y familia adoptado en anotar 300 puntos gana el juego y es acreedora a $5,000 MXN, y le permitía jugar a la modalidad conocida como "Dinero Rápido", mientras que la familia, familia adoptada y familia adoptado perdedora recibía un premio de consolación. 
Si después de 5 rondas, ninguna de las 2 familias, familias adoptadas y familias adoptados logra acumular 300 puntos, se recurría a la llamada "Muerte Súbita", en la que pasaban nuevamente los capitanes a la botonera y el que diera la respuesta más popular, tenía la decisión de pasarle el juego al equipo contrario o jugar entre su equipo. Si elegía jugar, el equipo contrario se preparaba para robar puntos inmediatamente ya que se jugaba por un solo "strike". La familia, familia adoptada y familia adoptado que ganaba la "Muerte Súbita" ganaba el juego y se otorgaban los $5,000 MXN de premio.

## Dinero Rápido
En esta modalidad del juego, 2 miembros de la familia ganadora, juegan para tener la oportunidad de ganar un bono en efectivo, el cual era de $100,000 MXN. 
Un concursante se queda en el escenario con el conductor, mientras que el otro se oculta en la llamada "cabina del silencio" con auriculares para que no pueda ver ni escuchar la primera parte del juego. Al primer concursante se le hacen cinco preguntas y tiene un límite de 15 segundos para responderlas. El reloj comienza a correr después de que el conductor dijera la primera pregunta, y el primer concursante puede pasar una pregunta y volver a ella después de que se hayan hecho las cinco preguntas, si quedaba tiempo.
Después de que el primer concursante haya respondido las 5 preguntas o se haya agotado el tiempo, el conductor pide que oculten las respuestas del tablero, excepto el puntaje, y luego se saca al segundo concursante para responder las mismas 5 preguntas. Se siguen las mismas reglas, pero esta vez, el límite de tiempo se extiende a 20 segundos; Además, si el segundo concursante duplica una respuesta dada por el primero, suena un timbre y debe dar otra respuesta o puede decidir no dar una respuesta. Si los 2 concursantes alcanzan un total combinado de 200 puntos o más, la familia gana el bono de $100,000 MXN. 
La familia ganadora, tenía la oportunidad de participar hasta 5 veces en diferentes programas, concursando frente a una familia nueva para seguir acumulando dinero. En caso de que la familia campeona resultara derrotada, después de que el segundo concursante de la familia campeona haya dado una respuesta con una puntuación más baja que la puntuación esperada, aún siendo la respuesta número 1 de la encuesta, el dinero rápido se lo llevó automáticamente la familia retadora ocupando su lugar y se aplicaba el mismo proceso.

## Producción
Este programa fue producido en su primera temporada por Televisa y Pearson Television desde inicios de 2001 al 31 de diciembre de 2002 de lunes a viernes a las 6:00 p. m. por El Canal de Las Estrellas sustituyendo a Atínale al Precio. El programa fue presentado por Marco Antonio Regil y en la locución estuvo Julio César Palomera, bajo la dirección de Enrique Segoviano. 
La segunda temporada de 100 Mexicanos Dijeron fue producida nuevamente por Televisa y ahora en asociación con FremantleMedia. La temporada inició el 1 de septiembre de 2003 manteniendo a Marco Antonio Regil como conductor y a Julio César Palomera como locutor, producida nuevamente por Enrique Segoviano, con cambios en los colores de la escenografía, el tablero, y las barras. Se transmitió de lunes a viernes a las 3:00 p. m. desde su estreno hasta el 10 de junio de 2005. Posteriormente fue transmitido de lunes a domingo a las 3:00 p. m. del 13 de junio al 3 de julio de 2005. Tras el movimiento del programa "La Oreja", el programa pasó a emitirse los sábados a las 3:00 p. m. y los domingos en un horario variable, que iba entre las 2:00 y las 3:00 p. m.. Esto ocurrió del 9 de julio al 18 de septiembre de 2005. Después de este periodo, únicamente se vieron repeticiones de programas pasados y teniendo horario variable los fines de semana, en el intervalo de las 12:00 p. m. y la 1:00 p. m., a partir del 24 de septiembre de 2005. La temporada terminó el 11 de diciembre de 2005, para migrar el formato a la cadena de televisión Telefutura donde fue renombrado como Qué Dice La Gente.

## Diferencias entre la primera y la segunda temporada
- En la primera temporada, el programa duraba 30 minutos, al igual que la versión de EE. UU., pero al reestrenarse el programa en 2003, aumentó de duración a 60 minutos, y los cambios en la jugabilidad del programa fueron:

- En la primera parte, 2 familias nuevas, nuevas familias adoptadas y nuevos familias adoptados se enfrentaban entre sí y la que resultara ganadora se hacía acreedora a participar en Dinero Rápido y vencer a la familia campeona en la segunda parte del programa.

- Durante los cortes a comerciales en la segunda temporada, aparecían 2 secciones curiosas. En el primer corte, el locutor Julio César Palomera conducía "La Pregunta del Recuerdo", en la que, se recordaba una encuesta hecha en programas de la primera temporada, nombrándola y dando 4 respuestas numeradas por incisos, Al regresar de comerciales, se revelaba cuál fue la respuesta más popular de dicha encuesta y continuaba el programa de manera normal. En el segundo corte, aparecía una escena graciosa que hizo algún concursante en la primera temporada. Estas secciones desaparecieron en 2005.

- En la segunda parte, la familia ganadora podía ganarse en Dinero Rápido hasta $200,000 MXN gracias a un sorteo que era conocido como “La Canasta de la Tentación”; en el cual, el concursante sacaba una paleta al azar y dicha paleta podía contener tiras como:

1. BUENA SUERTE: La paleta no era de ayuda para el juego.
2. PUNTOS EXTRA: Esta paleta era muy útil ya que, si ambos concursantes se quedaban cortos en puntos para completar los 200 requeridos para ganar $100,000 MXN, ayudaba a completar el puntaje, aunque en ocasiones se quedaba corta.
3. DOBLE: Al sacar esta paleta, la familia, familia adoptada y familia adoptado se haría acreedora a jugar por $200,000 MXN, pero sin ningún tipo de ayuda.

- En el Dinero Rápido de la segunda temporada, si ambos concursantes daban las 5 respuestas número 1, eran acreedores a un bono de $25,000 MXN, adicionales a los $100,000, pero si 1 solo de los 2 concursantes deba las 5 respuestas más populares, la familia se hacía acreedora a un bono de $50,000 MXN adicionales.

## 100 Mexicanos Dijeron V.I.P
Estrellas de telenovela, celebridades hispanoamericanas famosas, celebridades hispanoamericanos famosos, actrices hispanoamericanas famosas, actores hispanoamericanos famosos, grupos musicales famosos de México, cantantes, vocalistas, cantautoras, cantautores, cantantes-letristas, músicas, músicos, artistas musicales, artistas músicos, intérpretes de música, conductores, periodistas y deportistas entre otras personalidades, se enfrentan, en el reto de 100 Mexicanos Dijeron V.I.P, bajo la conducción de Marco Antonio Regil. Esta versión se estrenó el 11 de julio de 2004 siendo transmitida en sus inicios todos los domingos a las 7:00 p.m., teniendo la duración de una hora, al igual que la versión regular, y finalizando a inicios de 2005, con emisiones los lunes en el horario de las 3:00 p.m. 
La jugabilidad con respecto a la versión normal fue que en esta versión, los famosos jugaban únicamente 4 o 5 asaltos (2 o 3 sencillos, 1 doble y 1 triple), en vez de los 4 o 5 asaltos que se acostumbraban. Al finalizar los 4 o 5 asaltos, el equipo de famosos que tuviera el puntaje más alto, era acreedor a participar en Dinero Rápido, la diferencia en esta modalidad es que el bono era de $200,000 MXN desde la primera parte, excluyendo la "Canasta de la Tentación" de la versión normal.
Aunque el programa tenía una duración de 1 hora, en la segunda parte no se presentaba otro equipo de famosos a concursar, sino que se aplicaba la modalidad llamada "La Revancha", en el cual, los dos mismos equipos se enfrentaban nuevamente y jugaban como en la primera parte. 
En esta versión, al finalizar el Dinero Rápido de la segunda parte, había un round especial que era conocido como "La pregunta del bono", en el que, ambos equipos de famosos competían para llevarse un bono especial acumulativo que comenzó en $100,000 MXN, y que en su momento se acumuló hasta $1,000,000 MXN en su décimo programa. El objetivo conistía en un round normal de 7 respuestas principales en el tablero. El equipo que diera la respuesta menos popular de la encuesta ganaba el bono, pero si anotaba un "strike", el juego terminaba automáticamente y el dinero se seguía acumulando para un próximo programa.
Dada la gran aceptación que la versión regular de 100 Mexicanos Dijeron tuvo entre los televidentes, el programa adquirió el concepto V.I.P y se extiende a la participación de figuras públicas, quienes compitieron representando a diversas instituciones de asistencia propuestas por Fundación Televisa.
En 100 Mexicanos Dijeron V.I.P participan 2 equipos, cada uno integrado por 5 personalidades, quienes en una sana y divertida competencia intentarán ganar y con ello donar el dinero obtenido a las instituciones beneficiadas.
Fundación Televisa, en la mayoría de los casos, duplicó el monto obtenido, a fin de que la institución reciba la mayor cantidad de dinero posible.
Conducido con el estilo inconfundible de Marco Antonio Regil, 100 Mexicanos Dijeron V.I.P conserva el espíritu de ser un programa de concursos basado en las respuestas más comunes a preguntas que previamente se realizaron a 100 mexicanos, en cinco ciudades de la República Mexicana: Guadalajara, Jalisco, Monterrey, Nuevo León, Mérida, Yucatán, la Ciudad de México y Tijuana, Baja California.
La emoción del juego fue mayor, al ver a distintas figuras del espectáculo, el deporte y los medios de comunicación poniendo a prueba sus conocimientos e intuición con el fin de llevarse el premio.
- Datos: Q65490314